# Diogmites misellus
Diogmites misellus là một loài ruồi trong họ Asilidae. Diogmites misellus được Loew miêu tả năm 1866.